# Melocactus curvispinus
Melocactus curvispinus är en kaktusväxtart som beskrevs av Louis Ludwig Karl Georg Pfeiffer. Melocactus curvispinus ingår i släktet Melocactus och familjen kaktusväxter.

## Underarter
Arten delas in i följande underarter:
- M. c. caesius
- M. c. curvispinus
- M. c. dawsonii
- M. c. koolwijkianus

## Bildgalleri

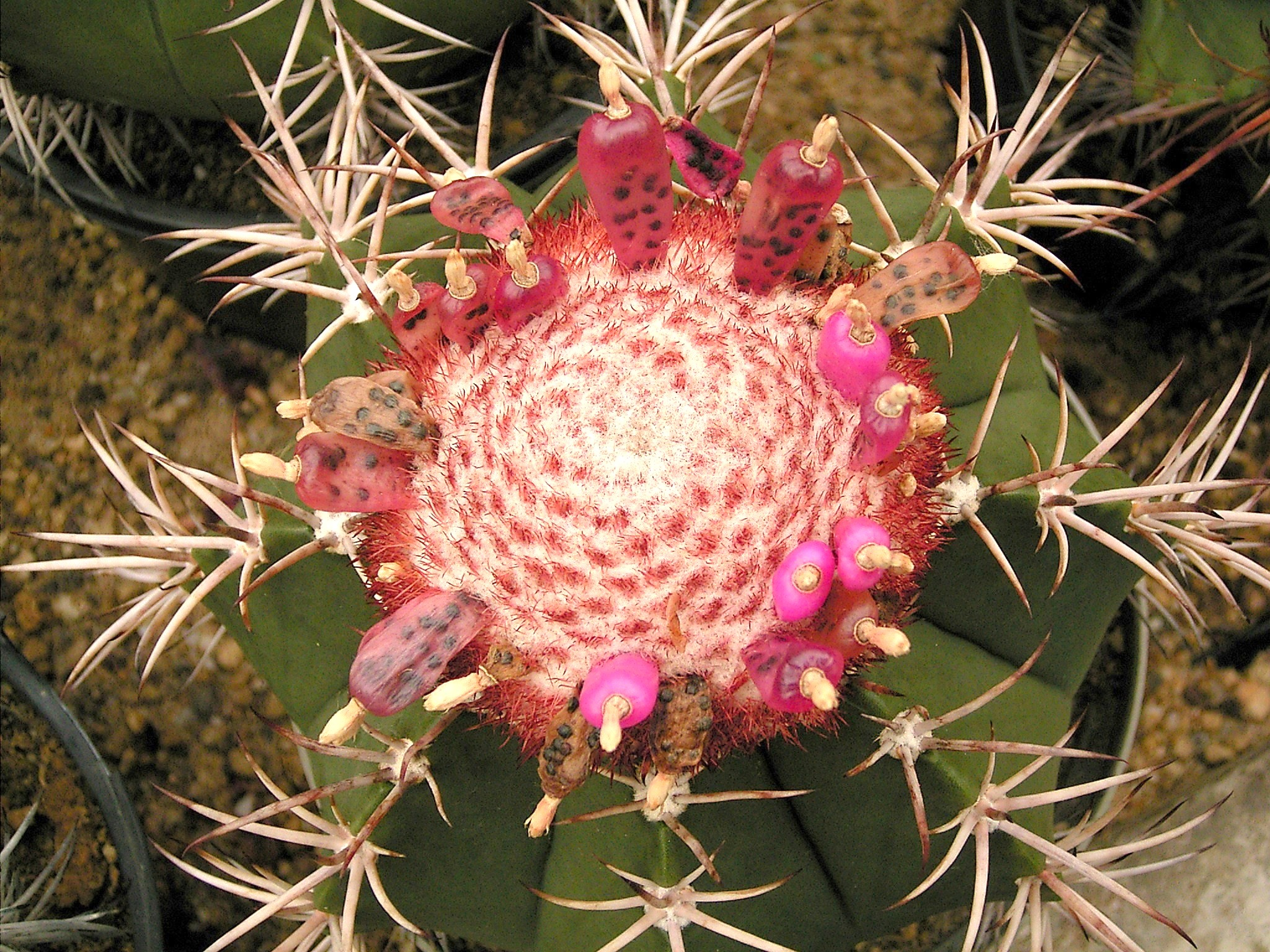
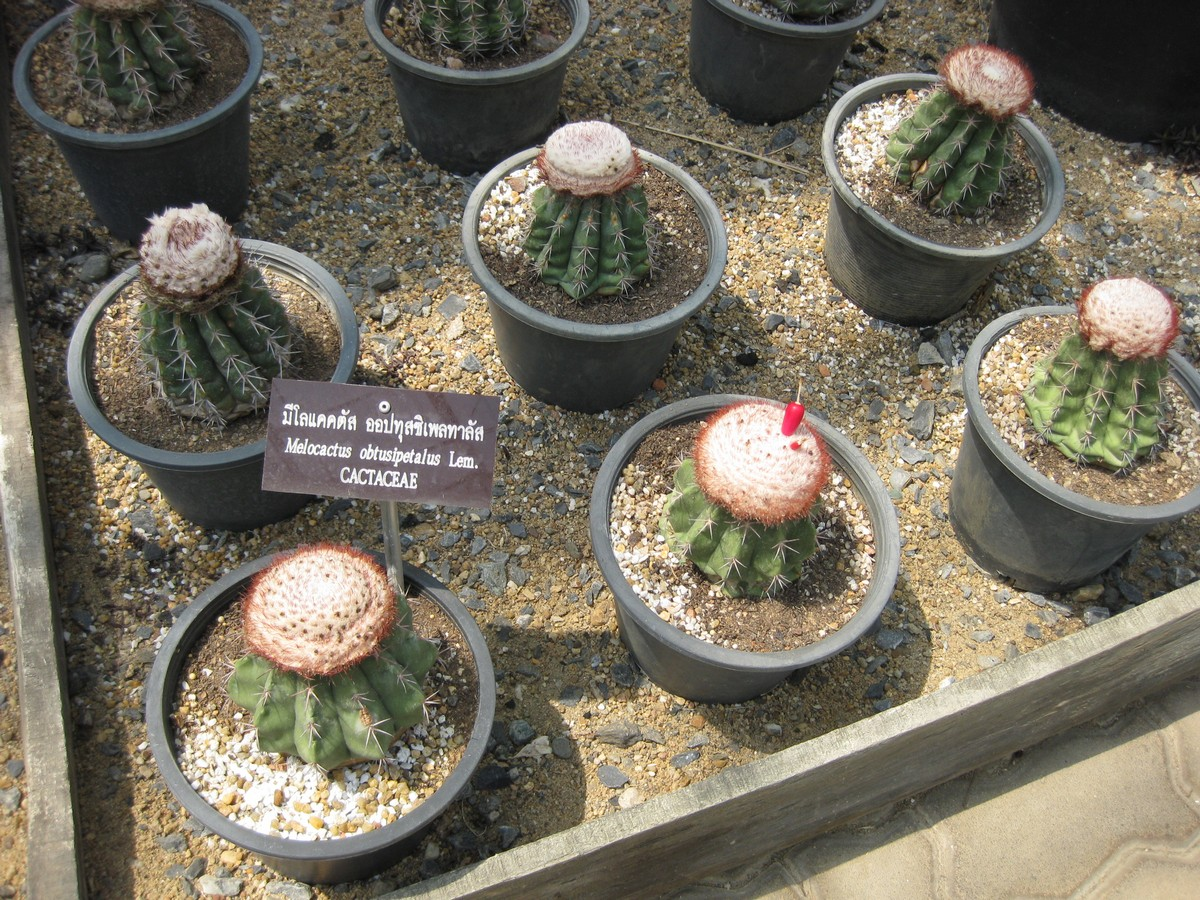
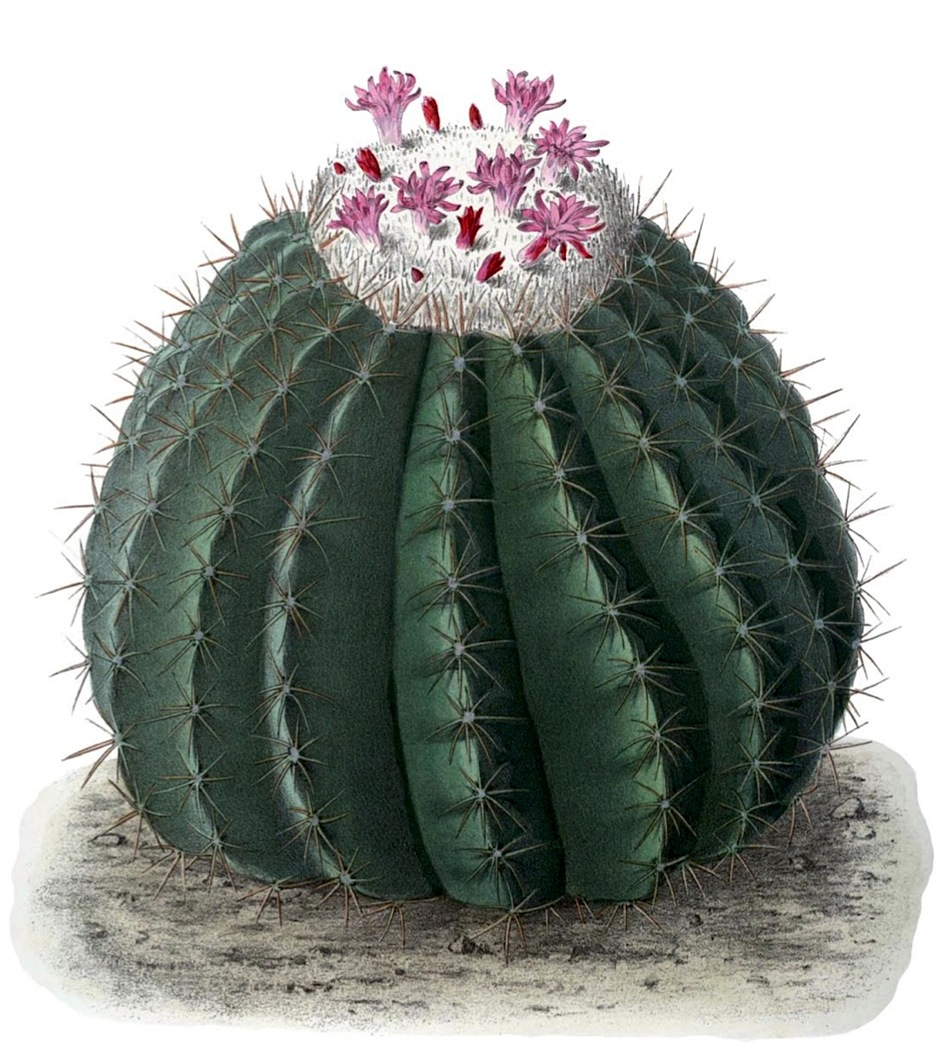
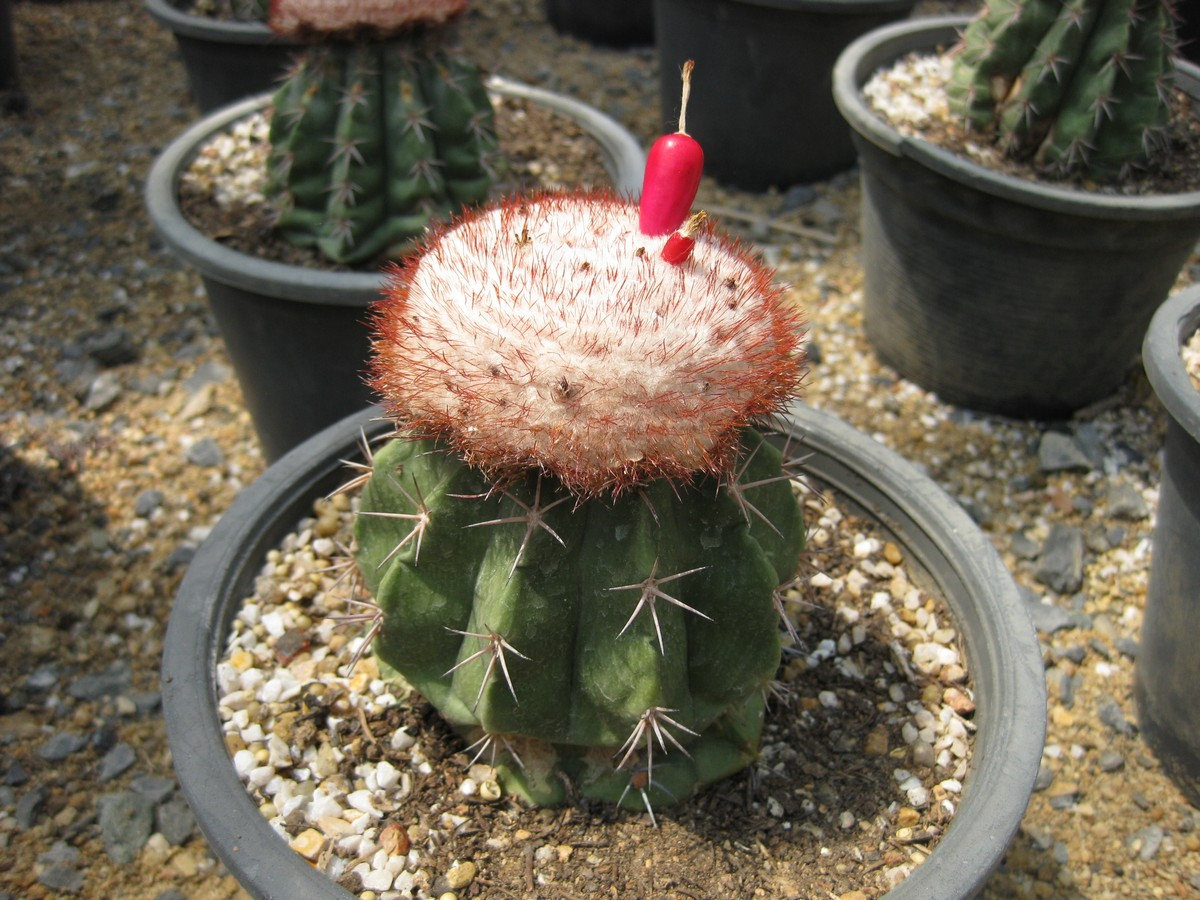
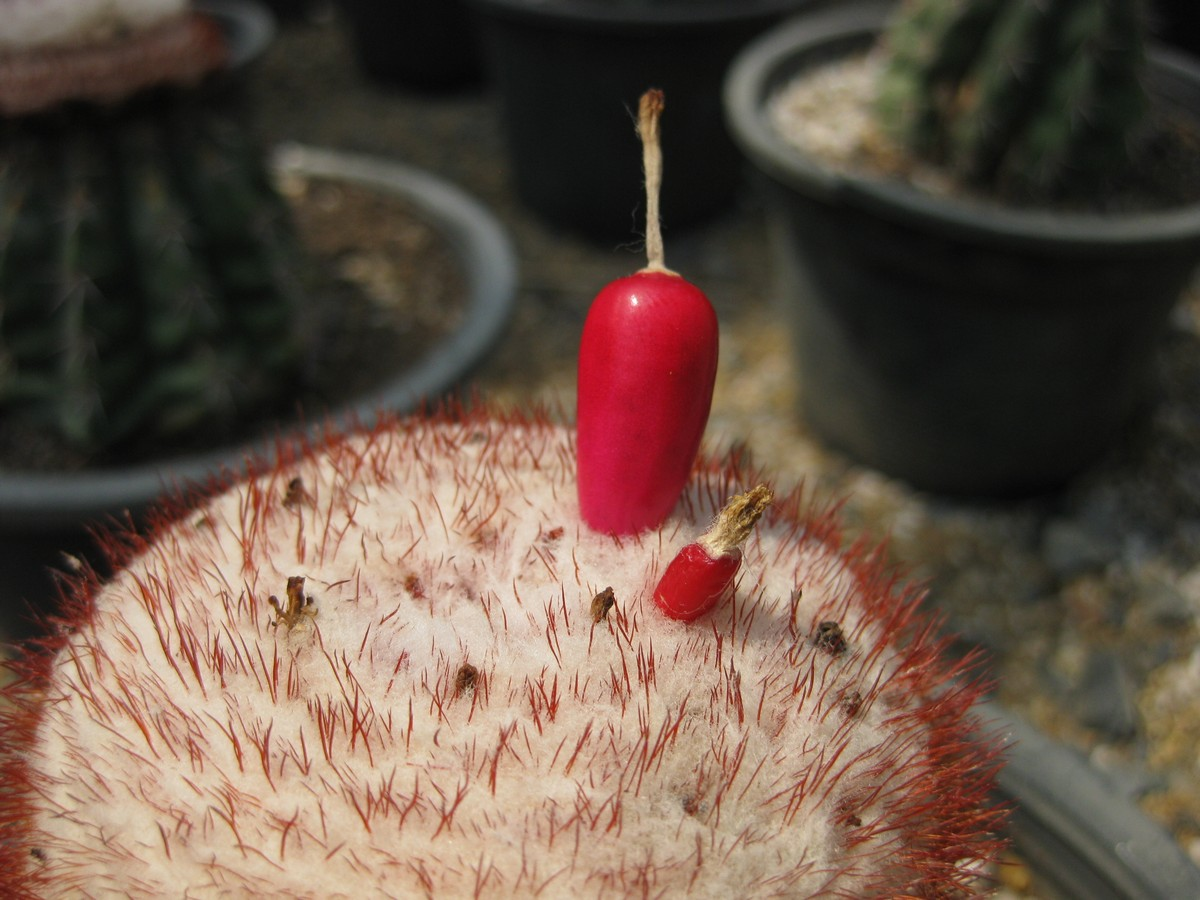